# محمد سلمان (فنان)
محمد سلمان (16 نوفمبر 1922 - 24 سبتمبر 1997)،  هو مغني وممثل ومخرج لبناني.

## حياته ونشأته
- ولد في بلدة كفر دونين إحدى قرى جبل عامل في قضاء بنت جبيل في جنوب لبنان اسمه الحقيقي سليمان محمد سعد.
- شغلت القاهرة جزءاً كبيراً من حياته الفنيّة، حيث أسّس مع زوجته الثانية نجاح سلام في مصر ، شركة إنتاج سمر فيلم، وهو المعروف بأبو سمرا، نسبة إلى إبنته البكر سمر.[3]
- غنّى من ألحان رياض السنباطي ومحمد القصبجي، كما اشتهر بغناء الهوارة الجنوبية. أخرج سلمان العديد من الأفلام للسينما، منها: مغامرات شوشو، باريس والحب، عروس من دمشق، أنا والعذاب وهواك. توفي في عام 1997 عن عمر يناهز 75 عاماً.

## تعليمة
حصل على درجة البكالوريوس في الجامعة، وانتقل بعدها للعيش في القاهرة.
| - أنا والعذاب.. وهواك:1988-إخراج و تلحين أغاني "خطبتها - رجعنا يا حبيبي - ياما الهوا رماني" - قمر الليل:1984-إخراج و مؤلف - من يطفئ النار:1982-إخراج و قصة وأغاني وتمثيل (رجل يجلس في المقهى) - نبتدي منين الحكاية:1976-إخراج و قصة وسيناريو وحوار وتمثيل (مخرج) - الأستاذ أيوب:1975-إخراج و تمثيل - المزيفون:1975-إخراج - عرس التحدي:1975-إخراج - عنتر فارس الصحراء:1974-إخراج و قصة وسيناريو وحوار وأغاني والألحان - فاتنة الصحراء:1974-إخراج و قصة وسيناريو وحوار - جيتار الحب:1973-إخراج و سيناريو وحوار - عروس من دمشق:1973-إخراج و قصة وسيناريو وحوار - كلام في الحب (شلة المشاغبين):1973-إخراج - الحسناء والنمر:1972-إخراج و قصة وسيناريو - باريس والحب:1972-إخراج و مؤلف - الضياع:1971-إخراج و قصة وسيناريو وحوارومنتج - عالم الشهرة (أمواج):1971-إخراج و قصة وسيناريو وحوار وتمثيل - الشيطان:1969-إخراج و تمثيل | - أبطال ونساء:1968-إخراج - أهلا بالحب:1968-إخراجقصة وسيناريو وحواروتلحين أغنية "اعطوني دربكي" - كرم الهوى:1967-إخراج و قصة وسيناريو - الدلوعة:1966-إخراج و سيناريو - رحلة السعادة:1966-إخراج و سيناريو وحوار - مغامرات شوشو:1966-إخراج و سيناريو وحوارومنتج - موال (الأقدام الذهبية):1966-إخراج و قصة وسيناريو وحوار - البنك:1965-إخراج و مؤلف - الجكوار السوداء:1965-إخراج و سيناريو - الصبا والجمال:1965-إخراج و قصة وسيناريو - بأمر الحب:1965-إخراج و قصة وسيناريو وحوار وتمثيل - بدوية في روما:1965-إخراج و سيناريو - أفراح الشباب:1964-إخراج و سيناريو - انت عمري:1964-إخراج و قصة وسيناريو وحوار - بدوية في باريس:1964-إخراج و قصة وسيناريو وحوار - فاتنة الجماهير:1964-إخراج و سيناريو | - لبنان في الليل:1963-إخراج و مؤلف - يا سلام عالحب:1963-إخراج و قصة وسيناريو - حكاية غرام:1962-إخراج و قصة وسيناريو وحوار وتمثيل والألحان - مرحبا أيها الحب:1962-إخراج - موعد مع الأمل:1958-إخراج و سيناريو و تمثيل - الاستعراض الكبير:1975-قصة وسيناريو وحوار - الكمساريات الفاتنات:1957-كلمات الأغاني - قلبان وجسد:1957-قصة وسيناريو وحوار - ليلى في العراق:1949-قصة وسيناريو وحوار و تمثيل - ألف بوسة وبوسة:1977-تمثيل - صح النوم:1972-تمثيل - أبي فوق الشجرة:1969-من زبائن نادية لطفي في الشقة - فندق الأحلام:1968-شخصيته الحقيقية - رجل في الظلام:1963-زائر للفندق - مهرجان الحب:1958-تمثيل و غناء - ربيع الحب:1956-تمثيل | - السعد وعد:1955-مطرب الفرقة و الألحان - عفريتة إسماعيل يس:1954-المطرب و تلحين استعراض "آه من لقاك" - مجلس الإدارة:1953-عصام - قدم الخير:1952-إحسان و غناء وتلحين أغنية "وحشانى عيونك" - عروس لبنان:1951-تمثيل - الهوى والشباب:1948-تمثيل و الألحان - العرسان الثلاثة:1947-تمثيل و الألحان - الكل يغني:1947-تمثيل و غناء - سلطانة الصحراء:1947-مطرب - قلبي دليلي:1947-المطرب.شخصيته الحقيقية - لبناني في الجامعة:1947-تمثيل و الألحان - الخير والشر:1946-تمثيل - أم السعد:1946-تمثيل - هدمت بيتي:1946-محسن و الألحان - الفلوس:1945-تمثيل - سمراء سيناء:1959-الألحان |

## وفاته
توفي محمد سلمان في 24 سبتمبر 1997 ودفن في بيروت بلبنان.